# Ankylosauromorpha
De Ankylosauromorpha zijn een groep plantenetende ornithischische dinosauriërs, behorende tot de Thyreophora.
In 2001 publiceerde Kenneth Carpenter een kladistische analyse waarin Scelidosaurus buiten de Ankylosauria uitviel maar ook buiten de Stegosauria. Later zou hij dit oplossen door Scelidosaurus simpelweg als een ankylosauriër te beschouwen maar dat was strijdig met het traditionele begrip van die groep. Daarom benoemde hij een aparte klade Ankylosauromorpha die hij definieerde als alle Thyreophora die nauwer verwant zijn aan Scelidosaurus, Minmi, de Polacanthidae, de Nodosauridae en de Ankylosauridae dan aan Stegosaurus. Dit moet zo gelezen worden dat ook Scelidosaurus, Minmi, de Polacanthidae, de Nodosauridae en de Ankylosauridae zelf Ankyloaauromorpha zijn. Het begrip werd al snel irrelevant omdat andere analyses Scelidosaurus basaler vonden.
In 2021 echter vond David Bruce Norman dat niet alleen Scelidosaurus maar ook Emausaurus en Scutellosaurus dichter bij de Ankylosauria dan bij Stegosaurus stonden. Hierop definieerde hij de Ankylosauromorpha opnieuw als de groep bestaande uit alle soorten nauwer verwant aan Euoplocephalus en Edmontonia dan aan Stegosaurus. Er is echter op gewezen dat zo'n klade identiek zou zijn aan Ankylosauria sensu Carpenter 1997 of sensu Sereno 1998. Het begrip is dus overbodig tenzij een nauwer Ankylosauria benoemd wordt wat Norman naliet.